# Discographie de Martin Solveig

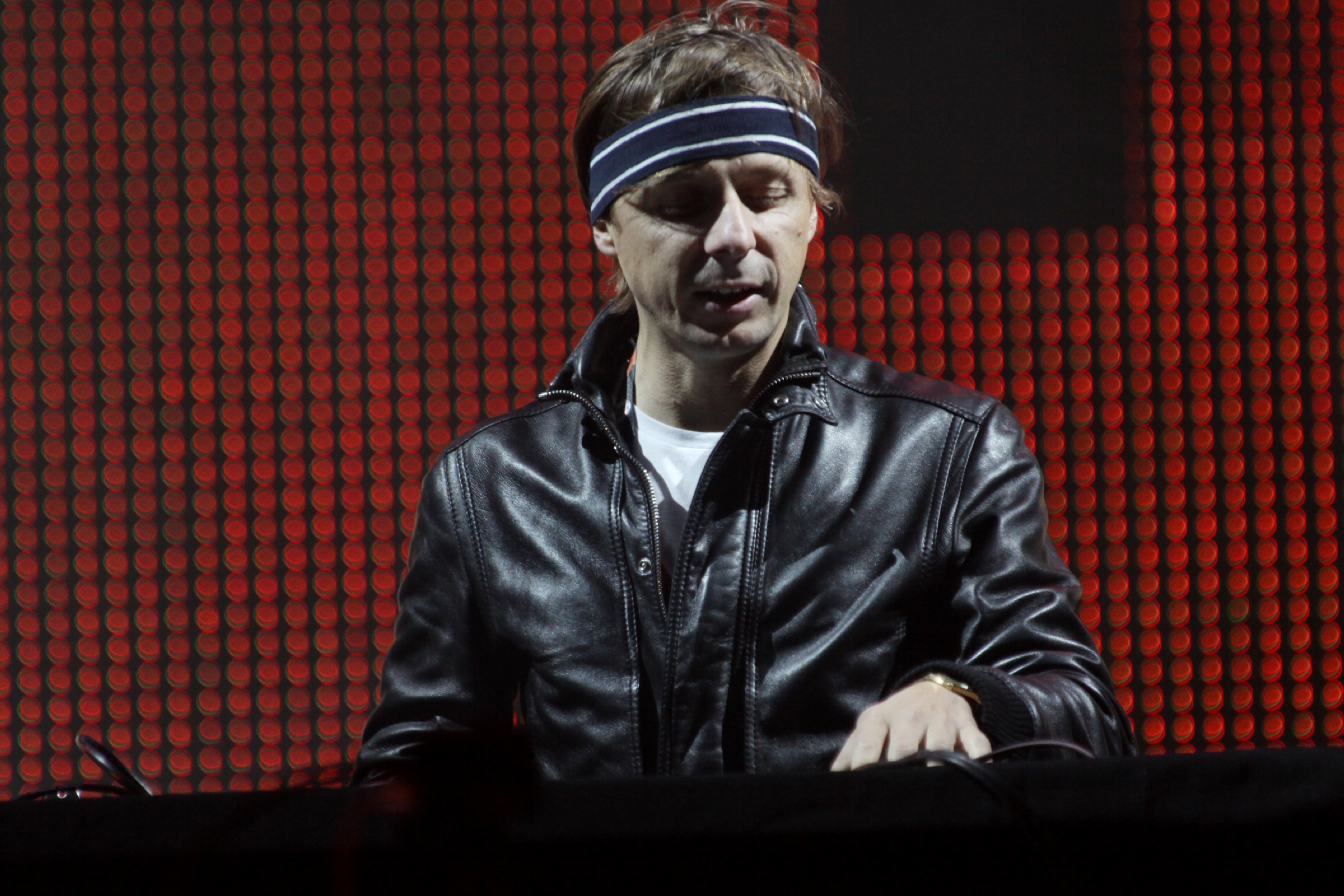
Martin Solveig en 2013.

La discographie de Martin Solveig comprend cinq albums.

## Discographie

### Albums studio
| Titre        | Année                                                                              | Meilleures positions | Meilleures positions | Meilleures positions |
| Titre        | Année                                                                              | FRA                  | BEL (WAL)            | SUI                  |
| ------------ | ---------------------------------------------------------------------------------- | -------------------- | -------------------- | -------------------- |
| Sur la Terre | - Sorti: 17 juin 2002 - Label: Penso Positivo - Formats: CD, téléchargement        | —                    | —                    | —                    |
| Hedonist     | - Sorti: 12 septembre 2005 - Label: Penso Positivo - Formats: CD, téléchargement   | 43                   | 99                   | —                    |
| C'est la vie | - Sorti: 28 octobre 2008 - Label: Temps d'Avance - Formats: CD, téléchargement     | 16                   | 23                   | 59                   |
| Smash        | - Sorti: 6 juin 2011 - Label: Mercury Records - Formats: CD, téléchargement        | 18                   | 37                   | 77                   |
| Back to Life | - Sorti: 20 octobre 2023 - Label: Virgin EMI Records - Formats: CD, téléchargement | —                    | —                    | —                    |

### Albums de remixes
| Titre | Détails                                                                     | Meilleure position |
| Titre | Détails                                                                     | FRA                |
| ----- | --------------------------------------------------------------------------- | ------------------ |
| Suite | - Sorti: 24 juin 2003 - Label: Penso Positivo - Formats: CD, téléchargement | 84                 |

### Compilations
| Titre  | Détails                                                                     | Meilleures positions | Meilleures positions | Meilleures positions |
| Titre  | Détails                                                                     | FRA                  | BEL (WAL)            | SUI                  |
| ------ | --------------------------------------------------------------------------- | -------------------- | -------------------- | -------------------- |
| So Far | - Sorti: 4 décembre 2006 - Label: Interowners - Formats: CD, téléchargement | 38                   | 100                  | 85                   |

### Singles

#### Artiste principal
| Titre                                                                       | Année | Meilleures positions | Meilleures positions | Meilleures positions | Meilleures positions | Meilleures positions | Meilleures positions | Meilleures positions | Meilleures positions | Meilleures positions | Meilleures positions | Meilleures positions | Meilleures positions | Meilleures positions | Album        |
| Titre                                                                       | Année | FRA                  | ALL                  | AUS                  | AUT                  | BEL (FL)             | BEL (WAL)            | DAN                  | ES                   | ITA                  | P-B                  | R-U                  | SUÈ                  | SUI                  | Album        |
| --------------------------------------------------------------------------- | ----- | -------------------- | -------------------- | -------------------- | -------------------- | -------------------- | -------------------- | -------------------- | -------------------- | -------------------- | -------------------- | -------------------- | -------------------- | -------------------- | ------------ |
| Heart of Africa                                                             | 1999  | —                    | —                    | —                    | —                    | —                    | —                    | —                    | —                    | —                    | —                    | —                    | —                    | —                    | Sur la Terre |
| Destiny (feat. L.T. Brown)                                                  | 2000  | —                    | —                    | —                    | —                    | —                    | —                    | —                    | —                    | —                    | —                    | —                    | —                    | —                    | Sur la Terre |
| Come With Me                                                                | 2000  | —                    | —                    | —                    | —                    | —                    | —                    | —                    | —                    | —                    | —                    | —                    | —                    | —                    |              |
| Mr President                                                                | 2001  | —                    | —                    | —                    | —                    | —                    | —                    | —                    | —                    | —                    | —                    | —                    | —                    | —                    | Sur la Terre |
| Linda (feat. Cesar Anot)                                                    | 2002  | —                    | —                    | —                    | —                    | —                    | —                    | —                    | —                    | —                    | —                    | —                    | —                    | —                    | Sur la Terre |
| Someday (feat. Michael Robinson)                                            | 2002  | —                    | —                    | —                    | —                    | —                    | —                    | —                    | —                    | —                    | —                    | —                    | —                    | —                    | Sur la Terre |
| I'm A Good Man (feat. Lee Fields)                                           | 2003  | —                    | —                    | —                    | —                    | —                    | —                    | —                    | —                    | —                    | —                    | 57                   | —                    | —                    | Sur la Terre |
| Madan (vs Salif Keïta)                                                      | 2003  | 37                   | —                    | —                    | —                    | —                    | —                    | —                    | —                    | 17                   | 87                   | —                    | —                    | 66                   | Suite        |
| Rocking Music (feat. Jay Sebag & Michael Robinson)                          | 2004  | 47                   | —                    | 39                   | —                    | —                    | —                    | —                    | —                    | —                    | 82                   | 35                   | —                    | —                    | Suite        |
| Everybody (feat. Lee Fields)                                                | 2005  | 37                   | —                    | 33                   | —                    | 28                   | 27                   | —                    | —                    | —                    | —                    | 22                   | —                    | —                    | Hedonist     |
| Jealousy (feat. Lee Fields)                                                 | 2006  | 36                   | —                    | —                    | —                    | 30                   | 40                   | —                    | 8                    | 29                   | —                    | 62                   | —                    | 60                   | Hedonist     |
| Rejection (feat. Jay Sebag)                                                 | 2007  | 34                   | —                    | —                    | —                    | —                    | —                    | —                    | —                    | 23                   | —                    | —                    | —                    | 55                   | Hedonist     |
| Something Better (feat. Jay Sebag)                                          | 2007  | —                    | —                    | —                    | —                    | —                    | —                    | —                    | —                    | —                    | —                    | —                    | —                    | —                    | Hedonist     |
| Cabo Parano (avec Stephy Haïk)                                              | 2008  | —                    | —                    | —                    | —                    | —                    | —                    | —                    | —                    | —                    | —                    | —                    | —                    | —                    | So Far       |
| C'est la vie (feat. Jay Sebag)                                              | 2008  | 10                   | —                    | —                    | —                    | —                    | —                    | —                    | 12                   | —                    | —                    | —                    | —                    | 63                   | C'est la vie |
| I Want You (feat. Lee Fields)                                               | 2008  | 59                   | —                    | —                    | —                    | —                    | 37                   | —                    | —                    | —                    | —                    | —                    | —                    | —                    | C'est la vie |
| One 2.3 Four (feat. Chakib Chambi)                                          | 2009  | 26                   | —                    | —                    | —                    | —                    | —                    | —                    | —                    | —                    | —                    | —                    | —                    | —                    | C'est la vie |
| Boys and Girls (feat. Dragonette)                                           | 2009  | 17                   | —                    | —                    | —                    | —                    | —                    | —                    | —                    | —                    | —                    | —                    | —                    | —                    | Smash        |
| Hello (avec Dragonette)                                                     | 2010  | 5                    | 5                    | 13                   | 1                    | 1                    | 2                    | 33                   | 17                   | 7                    | 1                    | 13                   | 31                   | 10                   | Smash        |
| Ready 2 Go (feat. Kele)                                                     | 2011  | 20                   | —                    | —                    | 42                   | —                    | 40                   | —                    | 43                   | —                    | 52                   | 48                   | —                    | 70                   | Smash        |
| Big in Japan (avec Dragonette feat. Idoling!!!)                             | 2011  | —                    | —                    | —                    | —                    | —                    | —                    | —                    | —                    | —                    | —                    | —                    | —                    | —                    | Smash        |
| The Night Out                                                               | 2012  | 78                   | —                    | —                    | —                    | 23                   | 22                   | —                    | —                    | —                    | —                    | 36                   | —                    | —                    | Smash        |
| Hey Now (avec The Cataracs feat. Kyle)                                      | 2013  | 55                   | —                    | —                    | 8                    | 31                   | 43                   | —                    | —                    | —                    | —                    | —                    | —                    | 38                   |              |
| Blow (avec Laidback Luke)                                                   | 2013  | —                    | —                    | —                    | —                    | —                    | —                    | —                    | —                    | —                    | —                    | —                    | —                    | —                    |              |
| Intoxicated (avec GTA)                                                      | 2015  | 15                   | 11                   | —                    | 23                   | 6                    | 8                    | —                    | —                    | —                    | 11                   | 5                    | —                    | 33                   |              |
| +1 (feat. Sam White)                                                        | 2015  | 31                   | —                    | —                    | —                    | 27                   | 49                   | —                    | —                    | —                    | 76                   | 51                   | —                    | —                    |              |
| Do It Right (feat. Tkay Maidza)                                             | 2016  | 48                   | —                    | —                    | 72                   | 31                   | —                    | —                    | —                    | —                    | —                    | 97                   | —                    | —                    |              |
| Places (feat. Ina Wroldsen)                                                 | 2016  | 56                   | —                    | —                    | —                    | 43                   | 24                   | —                    | —                    | —                    | —                    | 27                   | —                    | —                    |              |
| All Stars (feat. Alma)                                                      | 2017  | 11                   | 24                   | —                    | 24                   | 11                   | 4                    | —                    | —                    | —                    | —                    | —                    | —                    | 94                   |              |
| My Love                                                                     | 2018  | 60                   | —                    | —                    | —                    | —                    | 22                   | —                    | —                    | —                    | —                    | —                    | —                    | —                    |              |
| Thing For You (avec David Guetta)                                           | 2019  | 20                   | —                    | —                    | —                    | —                    | —                    | —                    | —                    | —                    | —                    | 89                   | —                    | —                    |              |
| Juliet & Romeo (avec Roy Woods)                                             | 2019  | 106                  | —                    | —                    | —                    | —                    | —                    | —                    | —                    | —                    | —                    | 51                   | —                    | —                    |              |
| No Lie (avec Michael Calfan)                                                | 2020  | —                    | —                    | —                    | —                    | —                    | —                    | —                    | —                    | —                    | —                    | —                    | —                    | —                    |              |
| Allo Allo (avec Raphaella)                                                  | 2023  | —                    | —                    | —                    | —                    | —                    | —                    | —                    | —                    | —                    | —                    | —                    | —                    | —                    | Back to Life |
| Now or Never (avec Faouzia)                                                 | 2023  | —                    | —                    | —                    | —                    | —                    | —                    | —                    | —                    | —                    | —                    | —                    | —                    | —                    | Back to Life |
| I Don't Wanna Work (avec Stefflon Don)                                      | 2023  | —                    | —                    | —                    | —                    | —                    | —                    | —                    | —                    | —                    | —                    | —                    | —                    | —                    | Back to Life |
| "—" signifie que le single n'est pas classé dans le pays ou n'est pas sorti |       |                      |                      |                      |                      |                      |                      |                      |                      |                      |                      |                      |                      |                      |              |

#### Sous Europa (avecJax Jones)
| Année                                                                       | Titre                                  | Meilleure position | Meilleure position | Meilleure position | Meilleure position | Meilleure position | Meilleure position | Meilleure position | Album              |
| Année                                                                       | Titre                                  | FRA                | ALL                | AUT                | BEL (WAL)          | P-B                | R-U                | SUI                | Album              |
| --------------------------------------------------------------------------- | -------------------------------------- | ------------------ | ------------------ | ------------------ | ------------------ | ------------------ | ------------------ | ------------------ | ------------------ |
| 2019                                                                        | All Day And Night (feat. Madison Beer) | 69                 | 85                 | 60                 | 14                 | 74                 | 10                 | 77                 | Snacks (Supersize) |
| 2020                                                                        | Tequila (feat. Raye)                   | 172                | —                  | —                  | —                  | —                  | 21                 | —                  |                    |
| 2022                                                                        | Lonely Heart (feat. Gracey)            | —                  | —                  | —                  | —                  | —                  | 70                 | —                  |                    |
| "—" signifie que le single n'est pas classé dans le pays ou n'est pas sorti |                                        |                    |                    |                    |                    |                    |                    |                    |                    |

#### Pour Africanism All Stars
| Année | Titre                                       | Album              |
| ----- | ------------------------------------------- | ------------------ |
| 2000  | Edony (Clap Your Hands) (feat. Hossam Razy) | Africanism Vol. 1  |
| 2003  | Heartbeat                                   | Africanism Vol. II |
| 2003  | A Few Words                                 |                    |

#### Artiste en featuring
| Année | Titre                                             |
| ----- | ------------------------------------------------- |
| 2012  | 1234 Laidback Luke feat. Martin Solveig & Chuckie |

### Reprises
- New York - USA (Gainsbourg)
- Requiem pour un con (Gainsbourg) (dans l'album Hedonist)

### Remixes
- 1996 : Paul Jays - Desire (Martin Solveig Solid Mixture)
- 1998 : Housequake - What Is It (Martin Solveig Dub Mix)
- 2002 : Salif Keïta - Madan (Martin Solveig Exotic Disco Remix)
- 2002 : Inside feat. Sanae - Need Somebody (Martin S. Hunter Mix)
- 2002 : Soldiers Of Twilight - Believe (Martin Solveig Vocal Dub)
- 2003 : Cunnie Williams - Everything I Do (Martin Solveig Vocal Dub Mix)
- 2003 : Erro - Change For Me (Martin Solveig Club Mix)
- 2004 : Monica Nogueira - Infância Mágica (Martin Solveig Petite Dub)
- 2004 : Mousse T. - Pop Muzak (Martin Solveig Electro Disco Mix)
- 2005 : Blaze presents UDA feat. Barbara Tucker - Most Precious Love (Martin Solveig Re-Edit)
- 2007 : Trickski - Sweat (Martin Solveig Remix)
- 2007 : Bumcello - Dalila (Martin Solveig Remix)
- 2007 : Martin Solveig - Rejection (Martin Solveig Club Edit)
- 2008 : Mylène Farmer - Dégénération (Martin Solveig Degenerave Remix)
- 2008 : Martin Solveig - C'est la vie (Fedde vs. Martin Club Mix)
- 2009 : Martin Solveig - One 2.3 Four (MS Club Vox Mix)
- 2012 : Bob Sinclar feat. Pitbull & Dragonfly & Fatman Scoop - Rock the Boat (Martin Solveig Remix)
- 2012 : Martin Solveig - The Night Out (A-Trak vs. Martin Rework)
- 2012 : Chris Brown - Don't Judge Me (Martin Solveig Remix)
- 2012 : Madonna - Turn Up the Radio (Martin Solveig Remix)
- 2013 : Armand van Helden feat. Duane Harden - You Don't Know Me (Martin Solveig Remix)
- 2016 : Flume feat. Kai - Never Be Like You (Martin Solveig Remix)
- 2017 : Tiga - Woke (Martin Solveig Remix)
- 2019 : Mark Ronson feat. Miley Cyrus - Nothing Breaks Like a Heart (Martin Solveig Remix)
- 2019 : Alma - Lonely Night (Martin Solveig Remix)